# Nicolae Neagoe
Nicolae Neagoe (Sinaia, 2 agosto 1941 – 23 aprile 2023) è stato un bobbista rumeno.

## Biografia
Ai X Giochi olimpici invernali (edizione disputatasi nel 1968 a Grenoble, Francia) vinse la medaglia di bronzo nel bob a due con il connazionale Ion Panțuru partecipando per la nazionale rumena, dietro quella tedesca e italiana. Tale medaglia resta tuttora l'unica conquistata dalla Romania ai Giochi olimpici invernali. Il tempo totalizzato fu di 4:44,46 con un leggero distacco sulle altre classificate (4:41,54 e 4:42,54 )